# 奥津りょう
奥津りょう（1867年〈明治元年〉 - 1888年〈明治21年〉10月7日）は明治時代の女性。父は幕臣・旗本で、外国奉行として日米修好通商条約の批准書を交換する正使の大役を帯びて渡米した新見正興。母は紀伊新宮藩（紀州藩附家老）第8代藩主水野忠啓の娘・同長男水野忠央養女の遐（ひる）。母方の伯母は徳川家慶の側室妙音院お琴。

## 生涯
明治元年（1867年）、隠居して、帰農した元幕臣の新見正興の三女として生まれるが、翌年に、父が死去する。
りょうは次姉・ゑつとともに奥津家の養女となり、そこから柳橋に芸者として売られた。姉妹は並んで歩くと日頃から美形に見慣れた柳橋界隈の人々も振り返るほどの艶姿であったという。二人とも芸で身を立て、姉のゑつは特に柳橋一の芸達といわれるほどだった。
りょうは16歳の時、伊藤博文と柳原前光が落籍を競い、妾として前光に囲われる事になる。柳原本邸近くの家を与えられ、18歳で女児を出産し、前光が鹿鳴館で誕生の知らせを聞いたことからその女児は「燁子」と名付けられた。これが後の柳原白蓮である。燁子は前光の正妻・初子に引き取られた。産後病がちになり、明治21年10月7日、21歳で死去。りょうの元で養われていた母は、姉のゑつの元へ引き取られた。
孫に北小路功光、宮崎香織、宮崎蕗苳。